# WWE Vengeance: Night of Champions
WWE Vengeance: Night of Champions fue un evento anual de pago por visión producido por la empresa de lucha libre profesional World Wrestling Entertainment (WWE). El evento contó con combates entre luchadores de las tres marcas de la WWE (RAW, ECW y SmackDown). 
Vengeance: Night of Champions fue incorporado a la programación de PPVs de la WWE en el año 2007, reemplazando a Vengeance como el evento del mes de junio. Cabe destacar, que la particularidad de este evento fue que por primera vez en la historia de la empresa, todos los campeonatos de la WWE fueron defendidos; el WWE Women's Championship (para divas) no fue defendido con éxito por la entonces campeona Melina fueron defendidos durante la transmisión. En 2008, el evento fue reemplazado por Night of Champions.
Es necesario señalar también que Vengeance: Night of Champions es considerado oficialmente como el mismo evento que Vengeance y Night of Champions, y no uno completamente distinto.

## Resultados

### 2007
Vengeance: Night of Champions tuvo lugar el 24 de junio del 2007 desde el Toyota Center en Houston, Texas. En este evento fueron defendidos todos los campeonatos. El tema oficial fue "Gone" de Fuel.
- Dark match: Super Crazy derrotó a Carlito
  - Crazy cubrió a Carlito.
- Dark match: Jazz derrotó a Victoria
  - Jazz cubrió a Victoria.
- Lance Cade & Trevor Murdoch derrotaron a The Hardys (Jeff & Matt) reteniendo el Campeonato Mundial en Parejas de la WWE (8:51)
  - Cade cubrió a Jeff después de un "Sitout Side Slam Spinebuster".
- Chavo Guerrero derrotó a Jimmy Wang Yang reteniendo el Campeonato Peso Crucero del Mundo (9:15)
  - Chavo cubrió a Yang después de una "Frog Splash".
- Johnny Nitro derrotó a CM Punk ganando el vacante Campeonato Mundial de la ECW (8:00)
  - Nitro cubrió a Punk después de aplicar un "Neckbreaker" desde las cuerdas
  - Este combate fue la final de un torneo por el vacante título de la ECW.
  - Originalmente Punk iba a enfrentarse a Chris Benoit, pero Nitro le sustituyó a última hora debido a que no se presentó. Un día después, se sabría que Benoit se habría suicidado tras asesinar a su mujer Nancy y a su hijo Daniel.
- Santino Marella derrotó a Umaga por descalificación, reteniendo el Campeonato Intercontinental de la WWE (2:35)
  - Umaga fue descalificado por no obedecer las reglas normales del árbitro.
  - Después de la lucha, Umaga atacó a Marella.
- Montel Vontavious Porter derrotó a Ric Flair reteniendo el Campeonato de los Estados Unidos de la WWE (8:40)
  - MVP cubrió a Flair después del "Playmaker".
- Deuce 'N Domino (Deuce & Domino) (c/Cherry) derrotaron a Jimmy Snuka & Sgt. Slaughter reteniendo el Campeonato en Parejas de la WWE (6:29)
  - Deuce cubrió a Snuka después de revertir un "Crossbody" en un "Roll-Up".
- El Campeón Mundial Peso Pesado Edge derrotó a Batista por cuenta fuera. (16:29)
  - Batista fue descalificado por estar fuera del ring y el árbitro le contó 10.
  - Después de la lucha, Batista le aplicó a Edge una "Batista Bomb".
  - Batista inicialmente ganó la lucha por descalificación, pero Theodore Long ordenó reiniciar la lucha.
  - Como resultado, Edge retuvo el campeonato.
  - Como resultado, Batista no pudo optar por el campeonato mientras Edge sea el campeón.
- Candice derrotó a Melina ganando el Campeonato Femenino de la WWE (4:21)
  - Candice cubrió a Melina después de una "Candy Kick".
- John Cena derrotó a Bobby Lashley, Randy Orton, Mick Foley y King Booker (con  Queen Sharmell) reteniendo el Campeonato de la WWE (10:08)
  - Cena cubrió a Foley después de un "FU".